# Texel (ovca)
Texel (teksel) ovca je v Sloveniji tujerodna pasma ovc ki izvira z istoimenskega otoka na Nizozemskem.